# Liste der Naturdenkmale in Birnbach
Die Liste der Naturdenkmale in Birnbach nennt die im Gemeindegebiet von Birnbach ausgewiesenen Naturdenkmale (Stand 15. Februar 2024).

## Naturdenkmale
| Nr.         | Bezeichnung                                       | Lage                         | Beschreibung                                                                                  | Bild                                    |
| ----------- | ------------------------------------------------- | ---------------------------- | --------------------------------------------------------------------------------------------- | --------------------------------------- |
| ND-7132-399 | Eiche in der Gemarkung Birnbach                   | Kirchstraße, bei Nr. 32 Lage | Quercus sp.                                                                                   | Direkt Bild zu diesem Denkmal hochladen |
| ND-7132-417 | Baumgruppe um die evangelische Kirche in Birnbach | Kirchstraße, bei Nr. 29 Lage | Fraxinus excelsior ‘Pendula’, drei Bäume; Fraxinus excelsior, zwei Bäume; Tilia sp., ein Baum | Fotos hochladen                         |